# Рогово (Жнінський повіт)
Рогово (пол. Rogowo) — село в Польщі, у гміні Рогово Жнінського повіту Куявсько-Поморського воєводства.
Населення — 2254 особи (2011).

## Демографія
Демографічна структура станом на 31 березня 2011 року:
|          | Загалом | Допрацездатний вік | Працездатний вік | Постпрацездатний вік |
| -------- | ------- | ------------------ | ---------------- | -------------------- |
| Чоловіки | 1114    | 234                | 766              | 114                  |
| Жінки    | 1140    | 217                | 682              | 241                  |
| Разом    | 2254    | 451                | 1448             | 355                  |